# Cloverland (Contea di Vilas, Wisconsin)
Cloverland è un comune degli Stati Uniti, situato in Wisconsin, nella Contea di Vilas.